# Vũ Giới
Vũ Giới (chữ Hán: 武玠, 1541-1593), là Trạng nguyên trong lịch sử Việt Nam-người xã Lương Xá, huyện Thiện Tài, trấn Kinh Bắc (nay là thôn Lương Xá, xã Phú Lương, huyện Lương Tài, Bắc Ninh), cùng làng với Phạm Quang Tiến, thám hoa đình nguyên khoa thi 1565. Đỗ trạng nguyên khoa Đinh Sửu, niên hiệu Sùng Khang thứ 12 (1577) đời Mạc Mậu Hợp. Làm quan qua các chức như Hữu thị lang, Thượng thư Lại bộ. Cùng Tổng với ông trước đó còn có Nguyễn Cư Nhân, người xã Ông Lâu (nay là thôn Phú Lâu, xã Phú Lương, huyện Lương Tài, tỉnh Bắc Ninh), đỗ Đệ Giáp tam Đồng Tiến sĩ, Khoa thi năm Mậu Dần (1518), làm quan Nhà Mạc tới chức Thượng thư, Chưởng Hàn lâm viện sự, tước Đạm Hà bá.

## Tiểu sử
Thân phụ ông là Vũ Kính, từng đỗ Đình nguyên hoàng giáp. Vợ Vũ Giới là con của Hoàng Sĩ Khải. Hoàng Sĩ Khải tên hiệu là Lãn Trai, quê Lai Xá (Lương Tài, Bắc Ninh) đỗ tiến sĩ khoa thi Giáp Thìn thời vua Mạc Phúc Hải (1544), làm quan đến chức Hộ bộ thượng thư kiêm Quốc Tử Giám tế tửu. Hoàng Sĩ Khải và Vũ Kính là bạn đồng khoa.